# Hejira (album av Joni Mitchell)
Hejira är ett musikalbum av Joni Mitchell, lanserat 1976 på Asylum Records. Albumtiteln kommer från en transkription av det arabiska ordet hijra, vilket betyder ungefär "utvandring".
Skivan blev inte en lika stor publikframgång som hennes föregående 1970-talsalbum, men fick generellt ett gott mottagande hos dåtidens musikkritiker. Albumet finns med i boken 1001 album du måste höra innan du dör av Robert Dimery.

## Låtlista
(alla låtar komponerade av Joni Mitchell)
1. "Coyote" - 5:01
2. "Amelia" - 6:01
3. "Furry Sings the Blues" - 5:07
4. "A Strange Boy" - 4:15
5. "Hejira" - 6:42
6. "Song for Sharon" - 8:40
7. "Black Crow" - 4:22
8. "Blue Motel Room" - 5:04
9. "Refuge of the Roads" - 6:42

## Listplaceringar
- Billboard 200, USA: #13[1]
- UK Albums Chart, Storbritannien: #11[2]